# Sinagoga corale di Mosca

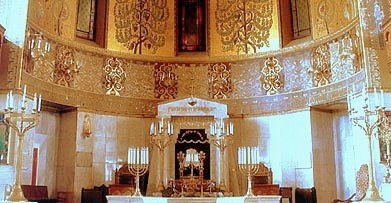
L'interno

La sinagoga corale di Mosca, costruita tra il 1887 e il 1906 in stile neoclassico, è la principale sinagoga di Mosca in Russia.

## La costruzione
Alla fine dell'Ottocento la comunità di Mosca, in piena espansione, necessitava di un luogo di culto adeguato al proprio prestigio e ai propri bisogni. Le leggi del tempo impedivano una collocazione all'interno del centro storico, il Kitaj-gorod. Si individuò quindi un'area appena al di fuori dei confini delle vecchie mura.
Nel 1881, la comunità ebraica commissionò la stesura del progetto all'architetto austriaco Semeon Eibuschitz. Dopo lunghi negoziati con le autorità cittadine il progetto fu approvato nel luglio 1886, e la costruzione ebbe inizio il 28 maggio 1887. Nel 1888, le autorità cittadine intervennero nuovamente richiedendo ulteriori modifiche, finché le espulsioni del 1891 non crearono una situazione di totale stallo nella costruzione. Le comunità ebraica fu ripetutamente invitata a vendere l'edificio o a trovare per esso una diversa utilizzazione.
La situazione si sbloccò solo con la Rivoluzione russa del 1905. Il governo zarista fu costretto a rimuovere tutti i divieti sul culto. Così gli ebrei, i vecchi credenti, ed altri gruppi religiosi minoritari furono liberi di costruire i loro luoghi di culto ovunque volessero. Eibuschitz era morto nel 1898; la comunità assunse il celebre architetto Roman Klein per terminare la costruzione.
L'edificio ricorda molto nello stile e nella forma esterna quello della scomparsa sinagoga grande di Varsavia, che era stata completata nel 1878. La facciata è un pronao neoclassico con quattro colonne e l'edificio ha al centro una torre quadrata sormontata da una cupola. L'interno invece ha caratteristiche neomoresche e ricorda quello della sinagoga nuova di Berlino, anch'essa oggi scomparsa.
La sinagoga corale di Mosca fu inaugurata nel 1906 e divenne in breve il centro della vita intellettuale moscovita ebraica. La sinagoga è rimasta attiva con poche e brevi interruzioni per tutto il periodo sovietico, anche se le autorità (nel 1923 e 1960) ne confiscarono alcuni locali per destinarli ad altro uso.
Nel 1945, un servizio di preghiera commemorativa per le vittime della guerra si svolse nella sala principale della sinagoga e nella strada d'intorno; vi parteciparono circa 20.000 persone. Nel mese di ottobre 1948, Golda Meir, primo rappresentante di Israele nell'Unione Sovietica, compì a sorpresa una visita non autorizzata alla sinagoga per partecipare ai riti di Rosh Hashanà, provocando le proteste del governo sovietico. Nel 1971 la sinagoga fu teatro di una protesta per chiedere il diritto degli ebrei al rimpatrio in Israele.
Con la fine del regime comunista la sinagoga ha ripreso regolarmente tutte le proprie funzioni. Nel 1989, Michael Turetsky vi fondò il proprio coro, destinato a divenire uno dei principali di tutta la Russia. Nel 2000 una sala dell'edificio è stata ristrutturata a sinagoga per ospitare i tantissimi ebrei georgiani oggi residenti a Mosca.